# Ursula Berner
Ursula Berner (* 1971 in Wien) ist eine österreichische Politikerin (Grüne). Seit 1. März 2019 ist sie Abgeordnete zum Wiener Landtag und Mitglied des Wiener Gemeinderates.

## Leben
Ursula Berner studierte von 1989 bis 2000 Sozialgeschichte, Germanistik und Theaterwissenschaft an der Universität Wien, das Studium schloss sie als Magistra ab.  Ab 2007 besuchte sie das Rosa Mayreder College in Wien, wo sie 2008 einen Master of Arts für internationale Genderforschung und feministische Politik erwarb.
Von 1993 bis 2004 war sie als Producerin, Moderatorin und Redakteurin tätig, unter anderem für den ORF (Ö1 und Radio Wien). Von 1997 bis 2000 arbeitete sie auch als Lektorin. Von 2005 bis 2007 hatte sie die Büroleitung der Grünen Wirtschaft Wien inne, anschließend war sie bis 2018 Referentin für Wissensmanagement im Grünen Klub im Parlament. Von 2013 bis 2019 leitete sie das Bezirksmuseum Neubau,  von 2018 bis 2019 war sie Referentin für die Magistratsabteilung 7 für Stadtteilkultur und Interkulturalität.

## Politik
Ursula Berner engagiert sich seit 2004 bei den Wiener Grünen für Kultur, Frauen und Soziales, ab 2005 war sie Bezirksrätin im siebenten Wiener Gemeindebezirk Neubau, wo sie von 2006 bis 2011 auch als Klubobfrau fungierte.
Mit 1. März 2019 folgte sie Christoph Chorherr, der sein Mandat Ende Februar zurücklegte, in der 20. Wahlperiode als Abgeordnete zum Wiener Landtag und Gemeinderat nach, wo sie als Sozial- und Familiensprecherin fungiert.
Für die Landtags- und Gemeinderatswahl 2025 wurde sie im Februar 2025 auf der Landesversammlung der Wiener Grünen auf Platz fünf gewählt.